# Jared Padalecki
Jared Tristan Padalecki (San Antonio, Texas, 1982. július 19. –) amerikai színész.
Főként televíziós sorozatokból ismert: 2000 és 2005 között a Szívek szállodája epizódjaiban szerepelt. 2005-től 2020-ig Sam Winchestert alakította az Odaát című misztikus drámasorozatban, mely leghíresebb szerepe lett.
Fontosabb filmjei közé tartozik a New York-i bújócska (2004) és a Viasztestek (2005).

## Élete és pályafutása
A texasi San Antonióban született, Sherri Padalecki középiskolai angoltanárnő és Gerald Padalecki fiaként. Apai nagyapja lengyel volt. Van egy bátyja, Jeff és egy húga, Megan. Tizenkét évesen kezdett színészkedni.
A San Antonió-i James Madison High Schoolba járt. 1999-ben megnyerte a Fox Claim to Fame Contest díját, ezután a Teen Choice Awardson tűnt fel, ahol megismerte  akkori menedzserét. Az érettségi után, 2000-ben Los Angelesbe költözött, hogy színészi karrierjét építse. Eredetileg a texasi egyetemre akart jelentkezni.
Első szerepét 1999-ben kapta az A Little Inside című filmben. 2000-ben kiválasztották Dean Forester szerepére a Szívek szállodája című sorozatban, melyben 2005-ig szerepelt. A 2000-es évek elején néhány televíziós filmben szerepelt: Silent Witness (2000), Close to Home (2001), Delfinbarátok (2002) és Young MacGyver (2003).
2003-ban egy kis szerepet játszott a Tucatjával olcsóbb című családi komédiában. 2004-ben Mary-Kate és Ashley Olsen oldalán tűnt fel a New York-i bújócskában. Ugyanebben az évben A Főnix útja című thrillerben is szerepelt. 2005-ben a Viasztestek című horrorban Elisha Cuthberttel, Chad Michael Murray-vel és Paris Hiltonnal volt látható. Egy másik, a Cry Wolf – Kiálts farkast! című horrorfilmben is szerepet vállalt, szintén 2005-ben. Ebben az évben kiválasztották a Warner Bros. Odaát című sorozatának főszerepére. Az Odaát egészen 2020-ig futott.
2007-ben a Room 401 című rejtett kamerás műsor házigazdája volt. 2008-ban a Karácsonyi fények, 2009-ben a Péntek 13. szereplője volt.

## Magánélete
Los Angelesben élt, de ideje nagy részét Vancouverben töltötte az Odaát forgatása miatt. Padalecki és barátnője, Sandra McCoy 2008 tavaszán eljegyezték egymást. Néhány hónappal később az eljegyzést felbontották, ismeretlen okból.
Szoros barátságot ápol Chad Michael Murray-vel, akivel a Viasztestek és a Szívek szállodája szereplői voltak, valamint az Odaát-beli fivérét alakító Jensen Ackles-vel.
Az Odaát forgatásán ismerkedett meg Genevieve Cortese színésznővel, aki egy démont alakított a sorozatban. 2010. február 27-én házasodtak össze. Első fiuk, Thomas Colton Padalecki 2012. március 19-én, Seattle-ben született. Második fiuk, Austin Sheperd Padalecki 2013. december 22-én jött világra. Harmadik gyermekük, egy Odette Elliott Padalecki nevű lány 2017. március 17-én született.

## Filmográfia

### Film
| Év   | Magyar cím                 | Eredeti cím           | Szerep                                         | Magyar hang      |
| ---- | -------------------------- | --------------------- | ---------------------------------------------- | ---------------- |
| 1999 |                            | A Little Inside       | Matt Nelson                                    |                  |
| 2003 | Tucatjával olcsóbb         | Cheaper by the Dozen  | középiskolai zaklató (stáblistán nem szerepel) | Molnár Levente   |
| 2004 | New York-i bújócska        | New York Minute       | Trey Lipton                                    | Hamvas Dániel    |
| 2004 | A Főnix útja               | Flight of the Phoenix | John Davis                                     | Seszták Szabolcs |
| 2005 | Viasztestek                | House of Wax          | Wade Felton                                    | Simonyi Balázs   |
| 2005 | Cry Wolf – Kiálts farkast! | Cry Wolf              | Tom Jordan                                     | Hamvas Dániel    |
| 2007 | Félelmek háza              | House of Fears        | J.P. (stáblistán nem szerepel)                 |                  |
| 2008 | Karácsonyi fények          | Christmas Cottage     | Thomas Kinkade                                 | Markovics Tamás  |
| 2009 | Péntek 13.                 | Friday the 13th       | Clay Miller                                    | Király Adrián    |
| 2015 | Fantomfiú                  | Phantom Boy           | Alex hadnagy (hangja)                          |                  |

### Televízió
| Év        | Magyar cím                              | Eredeti cím                       | Szerep                        | Megjegyzések                                                             |
| --------- | --------------------------------------- | --------------------------------- | ----------------------------- | ------------------------------------------------------------------------ |
| 2000      |                                         | Silent Witness                    | Sam                           | tévéfilm                                                                 |
| 2000–2005 | Szívek szállodája                       | Gilmore Girls                     | Dean Forester                 | visszatérő- és főszereplő (63 epizód)                                    |
| 2001      | Vészhelyzet                             | ER                                | Paul Harris                   | 1 epizód                                                                 |
| 2002      | Delfinbarátok                           | A Ring of Endless Light           | Zachery Gray                  | tévéfilm                                                                 |
| 2003      |                                         | Young MacGyver                    | Clay MacGyver                 | kiadatlan próbaepizód                                                    |
| 2005–2020 | Odaát                                   | Supernatural                      | Sam Winchester                | - főszereplő (327 epizód) - magyar hangja: - Simonyi Balázs              |
| 2007      |                                         | Room 401                          | önmaga                        | házigazda (8 epizód)                                                     |
| 2011      |                                         | Supernatural: The Anime Series    | Sam Winchester (hangja)       | főszereplő (22 epizód)                                                   |
| 2015–2018 |                                         | The Hillywood Show                | táncos / önmaga / szellemirtó | vendégszereplő (2 epizód)                                                |
| 2016      | Szívek szállodája: Egy év az életünkből | Gilmore Girls: A Year in the Life | Dean Forester                 | 1 epizód                                                                 |
| 2017      |                                         | Kings of Con                      | Jaden Jaworski                | 1 epizód                                                                 |
| 2021–2024 | Walker                                  | Walker                            | Cordell Walker                | - főszereplő (35 epizód) - vezető producer - magyar hangja: - Szabó Máté |
| 2023      |                                         | Walker: Independence              | névtelen cameo                | 1 epizód                                                                 |